# 高河原神社
高河原神社（たかがわらじんじゃ
、たかかわらじんじゃ）は、三重県伊勢市宮後にある神社。伊勢神宮豊受大神宮（外宮）の摂社。式内社。外宮の摂社16社のうち第10位である。外宮の別宮である月夜見宮の境内にある。

## 概要
三重県伊勢市宮後一丁目1006番地（住居表示では宮後一丁目3番19号）に鎮座する。月夜見宮社殿の右手後方（北東）に位置する。境内地は三方を堀で囲まれているが、この堀は宮川の支流の名残とされる。
祭神は月夜見尊御魂（つきよみのみことのみたま）。鎮座地周辺は宮川の高河原であり、周辺地域の土地開拓の守護神である。多くの古書で祭神を月夜見（月読）の御魂であるとするが、『神名帳考證再考』は倉稲魂命（うかのみたまのみこと）であると主張し、『二宮管社沿革考』は式内社としての社名「川原坐国生神社」から祭神が国生神であることは明らかだと述べている。
社殿は神明造の板葺で、玉垣に囲まれている。伊勢神宮の摂社・末社・所管社には通例、賽銭箱は置かれていないが、高河原神社には賽銭箱が置かれている。

## 歴史
伊勢神宮の摂社の定義より『延喜式神名帳』成立、すなわち延長5年（927年）以前に創建された。同書には「川原坐国生神社」として記載される。また、『止由気宮儀式帳』にも「高河原社」として記載があることから延暦23年（804年）以前から存在したことになる。『類聚神祇本源』の私記によれば、徳治元年（1306年）以降、造替使よって造り替えが行われるようになった。『二宮管社沿革考』に「応永頭工日記云、応永廿六年正月四日ノ炎上ノ事、月夜見宮・同小殿・河原社・忌火屋殿御焼、ト云ヘリ。」とあり、応永廿六年正月四日（ユリウス暦：1419年1月29日）に焼失するまで、高河原神社が存在したことは分かっている。
その後祭祀が行われなくなり、近世には社地不明となるが、大宮司・河邊精長（大中臣精長）の尽力により寛文3年7月7日（グレゴリオ暦：1663年8月9日）に現社地で再興された（『摂社再興記』による）。鎮座地は『神名秘書』では「在沼木郷山田村。月読宮東。」とし、『類聚神祇本源』では「月読宮東、同玉垣内。」としている。『二宮管社沿革考』では、旧社地を伊勢市一之木の須原大社であるとしている。
1911年（明治44年）3月に建て替えが行われている。その後、1938年（昭和13年）に建て替えた後に1957年（昭和32年）に大修繕を行ったので、20年目に遷御を行った。

## 祭祀
祈年祭（2月）、月次祭（6月・12月）、神嘗祭（10月）、新嘗祭（11月）は、禰宜（ねぎ）が巡回祭典の形で境内にて祭祀を執行し、歳旦祭（1月）、元始祭（1月）、建国記念祭（2月11日）、風日祈祭（5月・8月）、天長祭（12月23日）は遥祀を行う。

## 交通
公共交通

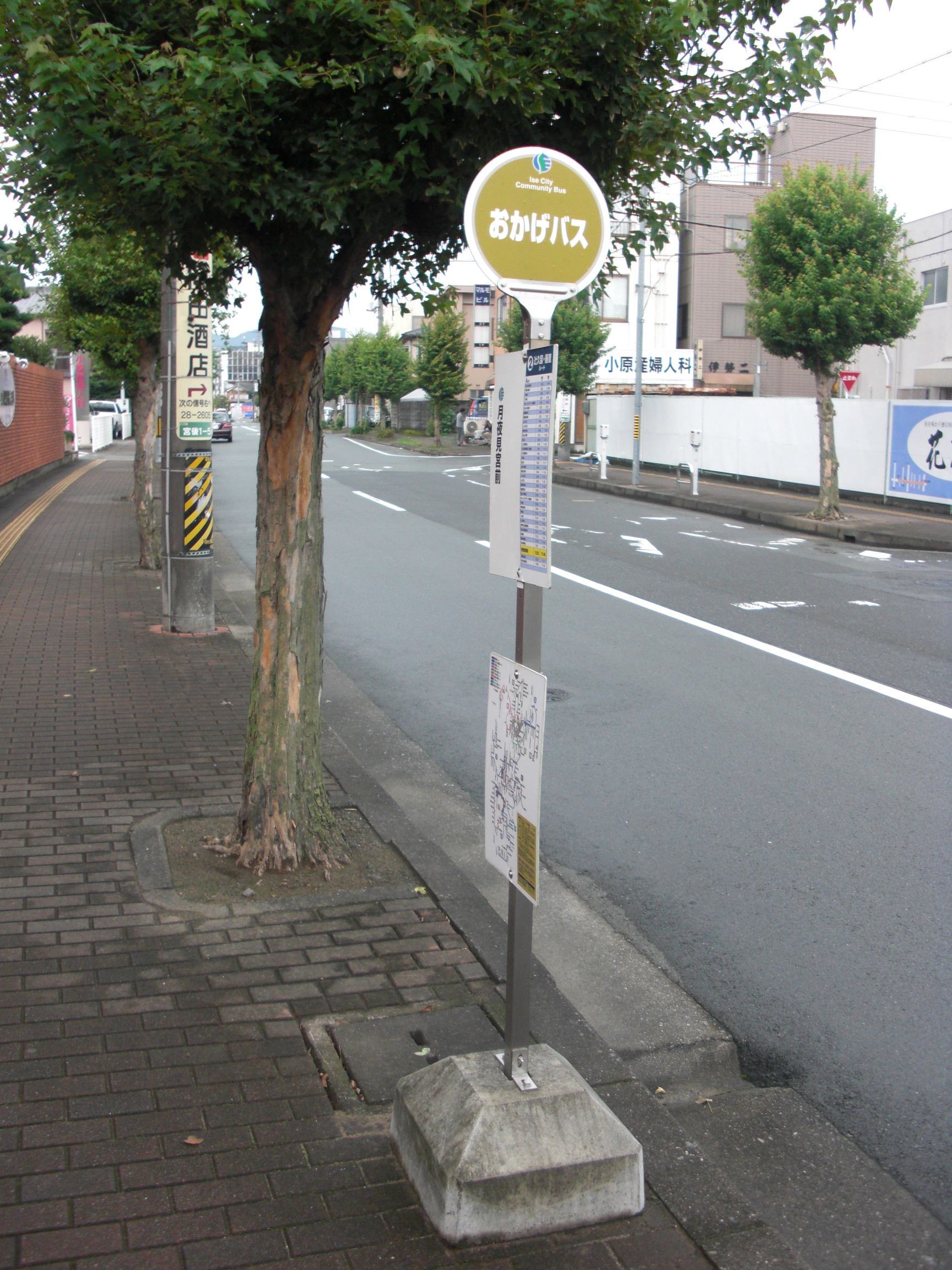
最寄りの月夜見宮前バス停

- JR参宮線・近鉄山田線伊勢市駅南口（JR側）から徒歩約10分（約550m）[15]。外宮北御門からは、神路通りで一直線に結ばれている[6]。沿道には伊勢市立厚生小学校がある。
- 三重交通バス新道バス停より徒歩約4分（約360m）。伊勢市コミュニティバス「おかげバス」月夜見宮前バス停よりすぐ。

自家用車
- 伊勢自動車道伊勢西ICより三重県道32号伊勢磯部線（御木本道路）を北へ約5分（約2.5km）。境内入口前の道路にパーキングメーター付きの駐車場がある。